# 東石鄉 (梓潼縣)
东石乡，是中华人民共和国四川省绵阳市梓潼县下辖的一个乡镇级行政单位。2019年12月，撤销东石乡，将其所属行政区域划归长卿镇管辖。

## 行政区划
东石乡下辖以下地区：
皇观村、黄桠村、三八村、柴坝村、油坪村和石龙村。